# Андреєв Вадим Юрійович
Вадим Юрійович Андреєв (рос. Вади́м Ю́рьевич Андре́ев; прізвище при народженні — Фейгельман; нар. 30 березня 1958, Москва, РРФСР, СРСР) — радянський і російський актор театру, кіно та дубляжу, режисер дубляжу, диктор.

## Біографія
Народився 30 березня 1958 року у Москві, СРСР. 
У 1979 році закінчив ВДІК.

## Фільмографія
- Баламут (1978)
- Карл Маркс. Молоді роки (1980)
- Карнавал (1981)
- Мисливець (1981)
- Білий шаман (1982)
- Одружений парубок (1982)
- Інспектор Лосєв (1982)
- Митниця (1982)
- Вогнище в білій ночі (1984)
- Дуже важлива персона (1984)
- Сонце в кишені (1984)
- ТАРС уповноважений заявити... (1984)
- Віра (1986)
- Катруся (1987)
- Діти з готелю «Америка» (1990)
- Супермент (1990)
- Джой у Москві (1992)
- Жінка з квітами та шампанським (1992)
- Він своє отримає (1992)
- «Чорний квадрат» (1992)
- Білий танок (1999)
- Транзит для диявола (1999)
- Новий рік в листопаді (2000)
- Троє проти всіх (2002-2003)
- Next 3 (2003)
- Кавалери морської зірки (2003)
- Ундіна (2003)
- Кармеліта (2005)
- Студенти (2005)
- Кадети (2006-2007)
- Аеропорт-2 (2006)
- Офіцери (2006)
- Студенти-2 (2006)
- Ранетки (2008-2010)
- Дикий (2009)
- Снігова людина (2009)
- Чорний альпініст (2015)
- Павук (2015)